# 塞夫雷罗斯
塞夫雷罗斯，是西班牙卡斯蒂利亚-莱昂阿维拉省的一个市镇。 总面积138km2, 总人口3156人（2001年），人口密度23人/km2。